# Tyrannochelifer floridanus
Espèce
Synonymes
- Chelifer floridanus Banks, 1891

Tyrannochelifer floridanus est une espèce de pseudoscorpions de la famille des Cheliferidae.

## Distribution
Cette espèce se rencontre aux États-Unis en Floride et en République dominicaine.

## Description
L'holotype mesure 2,3 mm.

## Étymologie
Son nom d'espèce lui a été donné en référence au lieu de sa découverte, la Floride.

## Publication originale
- Banks, 1891 : Notes on North American Chernetidae. Canadian Entomologist, vol. 23, p. 161-166 (texte intégral).